# Parné-sur-Roc
Parné-sur-Roc ist eine französische Gemeinde mit 1.384 Einwohnern (Stand: 1. Januar 2022) im Département Mayenne in der Region Pays de la Loire; sie gehört zum Arrondissement Laval und zum Kanton L’Huisserie. Die Einwohner werden Parnéens und Parnéennes genannt.
Die Gemeinde erhielt 2022 die Auszeichnung „Drei Blumen“, die vom Conseil national des villes et villages fleuris (CNVVF) im Rahmen des jährlichen Wettbewerbs der blumengeschmückten Städte und Dörfer verliehen wird.

## Geographie
Parné-sur-Roc liegt an der Ouette, etwa acht Kilometer südöstlich von Laval. Umgeben wird Parné-sur-Roc von den Nachbargemeinden Bonchamp-lès-Laval im Norden, Louvigné im Nordosten, Bazougers im Osten, Arquenay im Südosten, Maisoncelles-du-Maine im Süden, Entrammes im Westen sowie Forcé im Nordwesten.

## Bevölkerungsentwicklung
| Jahr                       | 1962 | 1968 | 1975 | 1982 | 1990 | 1999 | 2006 | 2019 |
| Einwohner                  | 726  | 674  | 707  | 770  | 821  | 936  | 1174 | 1371 |
| Quellen: Cassini und INSEE |      |      |      |      |      |      |      |      |

## Sehenswürdigkeiten
- Kirche Saint-Pierre aus dem 11. Jahrhundert, seit 1998 als Monument historique eingeschrieben
- Kapelle Notre-Dame-de-Pitié aus dem 11. Jahrhundert
- Friedhofskapelle, 1874 erbaut

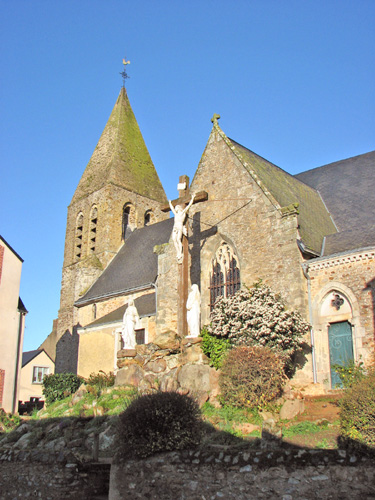
Kirche Saint-Pierre
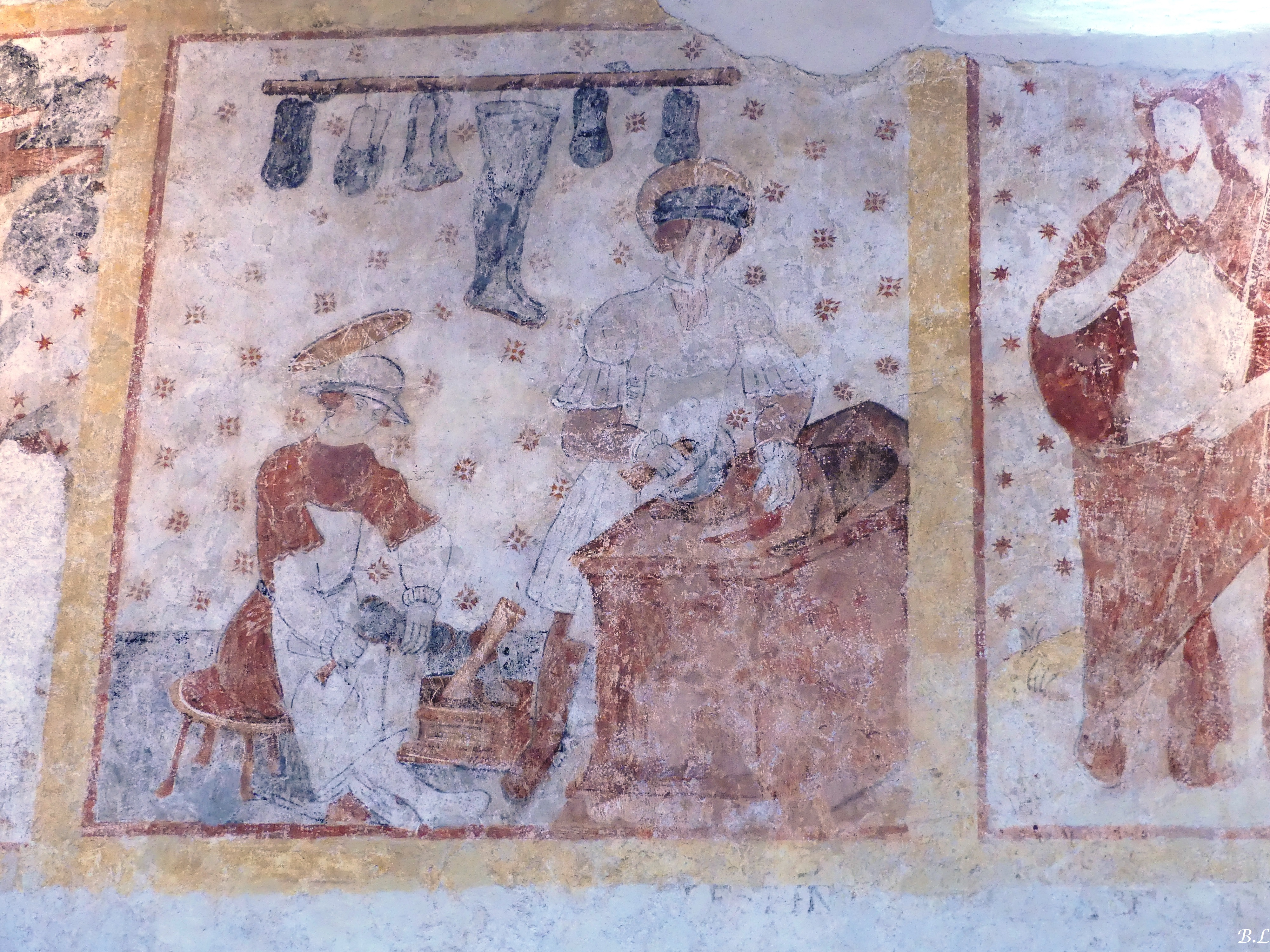
Fresken in der Kirche Saint-Pierre
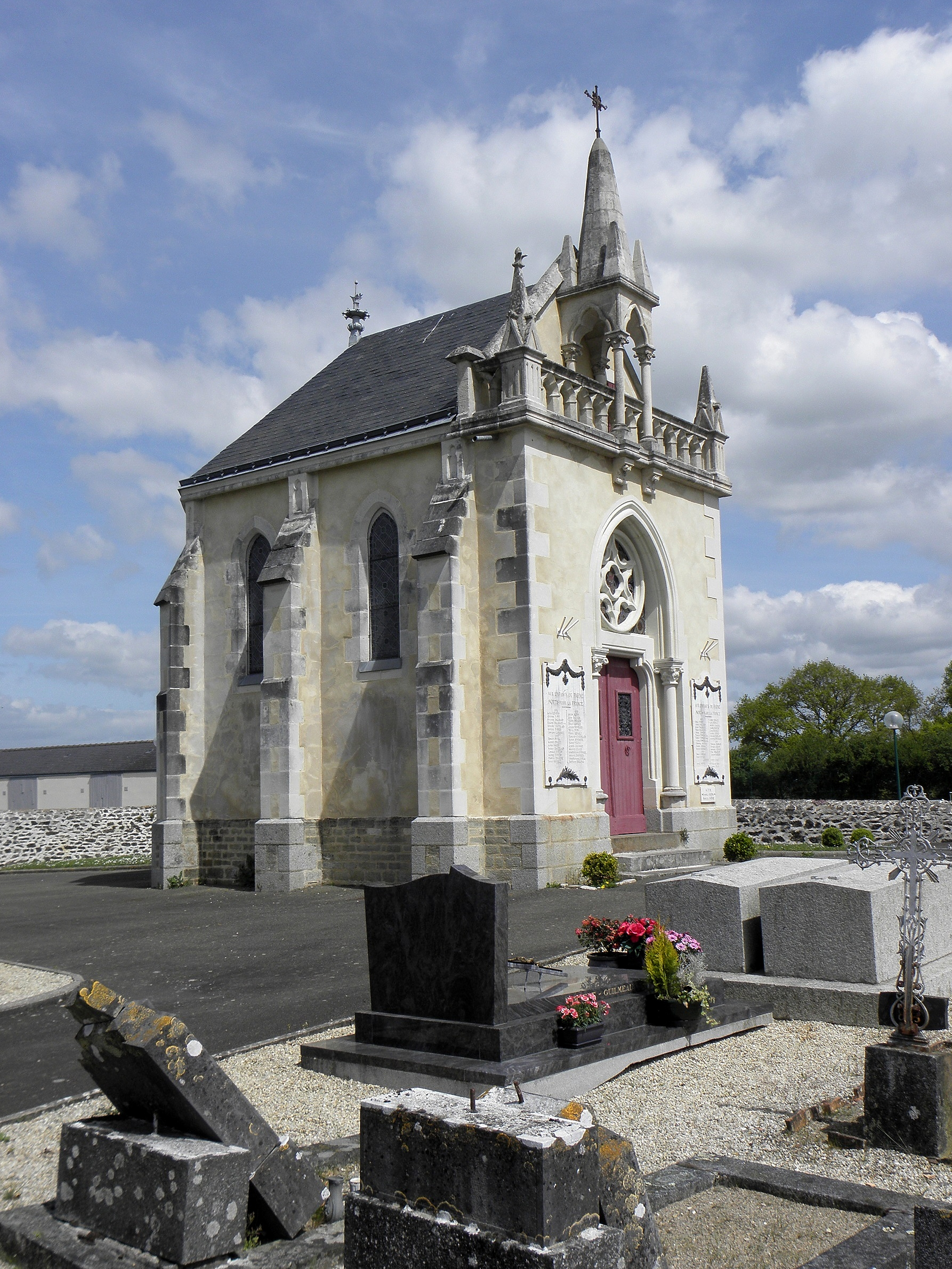
Friedhofskapelle

## Gemeindepartnerschaft
Mit der deutschen Gemeinde Rosendahl in Nordrhein-Westfalen besteht seit 1970 eine Partnerschaft.